# Trafigura
Trafigura Beheer BV är ett schweiziskt–nederländskt råvaruhandelsbolag och som anses vara världens tredje största i sin bransch med en omsättning på cirka 121 miljarder $. Det är bara Vitol Group och Glencore International plc som har större intäkter än Trafigura i branschen.
Trafigura äger sedan 2017 15 % av det finländska gruv- och kemiföretaget Terrafame i Sotkamo.